# Giovanni Battista Piazzetta

Rebecca bij de bron, eerste helft 18de eeuw, olieverf op doek, 102 x 137 cm, Pinacoteca di Brera, Milaan

Giovanni Battista Piazzetta (Venetië, 13 februari 1683 - aldaar, 29 april 1754), ook bekend onder de naam Giambattista Piazzetta, was een Venetiaans kunstschilder en tekenaar uit de rococoperiode. Als zoon van de houtsnijder Giacomo Piazzetta en later leerling van Giuseppe Maria Crespi in Bologna, genoot hij een goede opleiding tot beeldend kunstenaar. Hoewel hij gespecialiseerd was in religieuze voorstellingen, schilderde hij onder invloed van Crespi ook enkele genrestukken en verschillende portretten in wit en zwart krijt. Om zijn familie te onderhouden maakte hij daarnaast ook vele tekeningen en illustraties voor boeken, waarbij hij zijn inspiratie haalde uit de etsen van Rembrandt van Rijn. Zijn stijl verloopt in een gestage lijn van een barok chiaroscuro naar de losse lijnen van de rococo. In tegenstelling tot zijn Venetiaanse tijdgenoten gebruikte Piazzetta een relatief grauw kleurpalet, wat het realisme van zijn werk ten goede kwam.
Onder zijn leerlingen waren Giuseppe Angeli, Giovanni Casanova en Domenico Maggiotto. Tegenwoordig is het werk van Piazzetta over de wereld verspreid en in de meeste grote musea vertegenwoordigd. Daarnaast heeft het Britse koninklijk huis een grote verzameling tekeningen van de kunstenaar in de collectie op Windsor Castle.
- Auckland Art Gallery Toi o Tāmaki: 7719
- Bibsys: 90782425
- Biblioteca Nacional de España: XX4580611
- Bibliothèque nationale de France: cb119729368 (data)
- Catàleg d'autoritats de noms i títols de Catalunya: 981058519560606706
- CiNii: DA01823369
- Stuttgart Database of Scientific Illustrators 1450–1950: 1171
- Gemeinsame Normdatei: 118792032
- International Standard Name Identifier: 0000 0001 1698 0080
- KulturNav: a4eda1a5-e92a-4147-aefc-0b3e5148077a
- Library of Congress Control Number: n83190325
- National Gallery of Victoria: 5252
- Nationale Bibliotheek van Tsjechië: mzk2009533762
- Nationale Bibliotheek van Israël: 987007275604005171
- Nationale Bibliotheek van Polen: a0000002953677
- Nederlandse Thesaurus van Auteursnamen: 069740100
- Réseau des bibliothèques de Suisse occidentale: 02-A009067363
- RKD-Nederlands Instituut voor Kunstgeschiedenis: 63253
- Istituto Centrale per il Catalogo Unico: CFIV004969
- SNAC: w6x34xtp
- Système universitaire de documentation: 027754405
- Union List of Artist Names: 500003532
- Virtual International Authority File: 109273119
- WorldCat: E39PBJpDMd8YfygKf7YqF4v8md